# El Salto
El Salto é um município do estado de Jalisco, no México.
Em 2005, o município possuía um total de 111.469 habitantes.